# Juan Czajkowski
Juan Czajkowski (pronunciado /Chaikóvski/ en fonética española; Jezierzany, 15 de noviembre de 1896 - Posadas, 4 de septiembre de 1970) fue un escritor y periodista polaco radicado en Argentina.

## Biografía
Nació en la aldea de Ozeryany (en polaco: Jezierzany), ubicada en el distrito de Tlumacz, en el reino de Galitzia (hoy perteneciente a Ucrania), en ese entonces bajo el dominio del Imperio austrohúngaro. Juan (bautizado Joannes) era hijo de Andreas Czajkowski, un agricultor (hijo a su vez de Antonii Czajkowski y Paulina Krzeminska) y María Sniechoska (hija de Nicolai Sniechowski y Josephia Przebtukiewicz). Sus padrinos de bautismo fueron Adalbertus Jurkiewicz y María Mikulska Guilhelmi. Fue bisnieto de Peter Federovich Chaikovski, el primer Chaikovski, a su vez abuelo del compositor ruso Piotr Ilich Chaikovski.

### Emigración desde Austria-Hungría
Junto a su familia emprende un largo viaje hacia los Estados Unidos pero al llegar a Trieste (Italia), se dan cuenta de que no contaban con toda la documentación necesaria. El cónsul argentino les ofrece viajar al sur y luego de un largo debate se forma un grupo de catorce familias que totalizaban 120 personas. Sin saber nada de Argentina y dejando atrás a sus familiares en Estados Unidos emprenden viaje a lo desconocido para convertirse en los pioneros polacos del Río de La Plata. En 1901 estos polacos y rutenos llegan a la Argentina. Desde Buenos Aires parten en barco aguas arriba por el río Uruguay y se radican primero en Apóstoles (provincia de Misiones). A su padre Andrés no le gustaba el tipo de suelo para iniciar un emprendimiento agropecuario, toma a su familia y emprende viaje otra vez por el río Uruguay donde encuentra un sitio adecuado que luego formaría el actual pueblo de Azara (provincia de Misiones).

### Juventud y familia

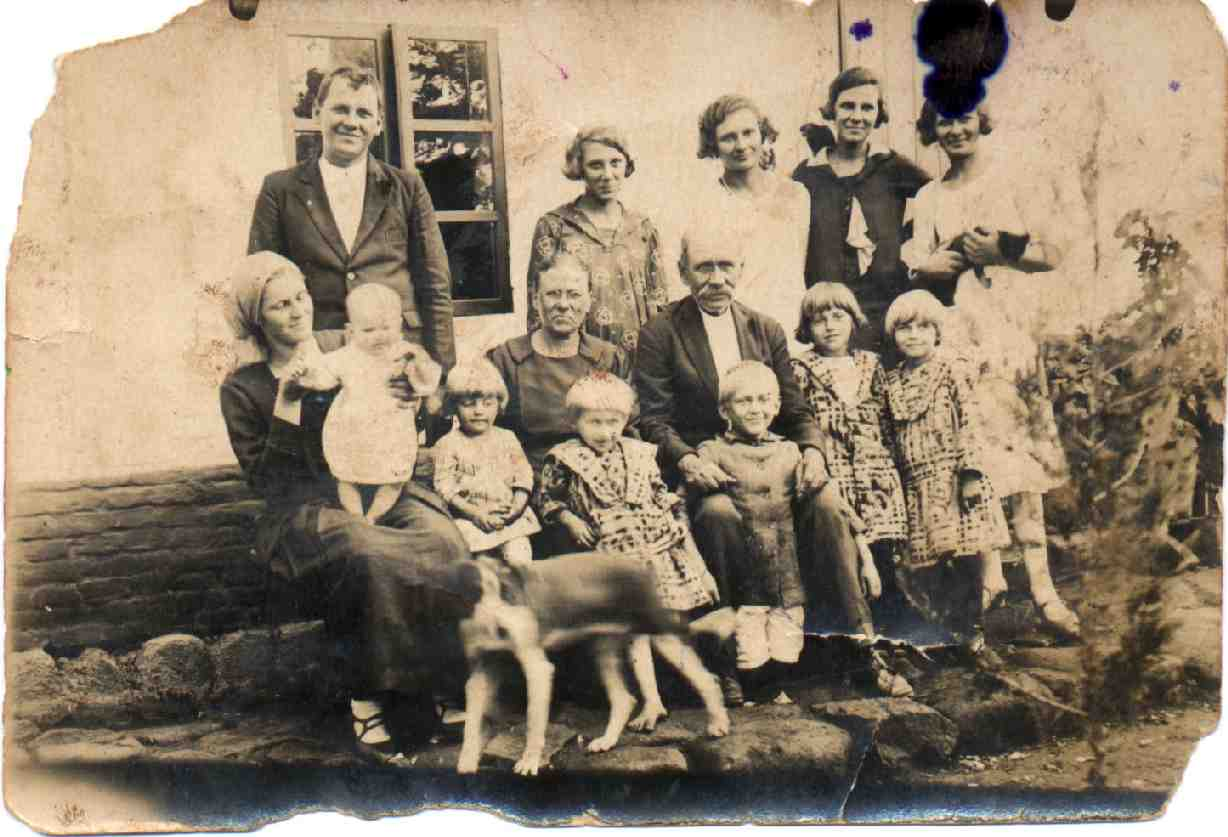
Fotografía de Juan Czajkowski (a la izquierda, de pie) junto a su esposa Teresa Jaskolowski, sus padres Mariana Smichowski y Andrés Czajkowski (sentados, en el centro), sus hermanas Josefa, Helena, Isabel y Clara (a la derecha, de pie), y sus seis primeros hijos (de izquierda a derecha: Agnes (Inés), Uladislada Salesia (Salka), Casimira (Ángela), Rafael, Juana y Cecilia. Fotografía de diciembre de 1927, en la aldea de Azara (provincia de Misiones).

Juan Czajkowski cursó sus estudios primarios en la recién creada Escuela Nacional n.º 24 y simultáneamente asistía a la escuela de idioma polaco. A los trece años deja la escuela para ayudar a sus padres en las tareas agrícolas.
Posteriormente fue empleado de la empresa de Juan Noziglia, en Posadas (capital de la provincia de Misiones. En su dura y azarosa vida de inmigrante fue peón de albañil, panadero, carnicero y llegando a trabajar en su propio taller en la villa de Apóstoles (provincia de Misiones) como hojalatero y carpintero.
En mayo de 1919 se casó con Teresa Jaskolowski. Del matrimonio nacieron doce hijos (seis mujeres y seis varones).
Juan, en su juventud fue cornetista de la banda de la parroquia de Azara y junto a otros jóvenes de la comunidad fue fundador de la Sociedad de Abstinencia al Tabaco y el Alcohol.
La comunidad de Azara consiguió luego de arduas gestiones la llegada de un cura párroco. En enero de 1904, el padre José Bayerlein Marianski se hizo cargo de la parroquia. Entre sus inquietudes decidió crear un periódico católico para lo cual eligió a Juan Czajkowski como editor y tipógrafo. El padre José lo envió primero a Posadas y luego a Curitiba (Brasil) a perfeccionarse como tipógrafo.

### «Oredownik»: periódico católico

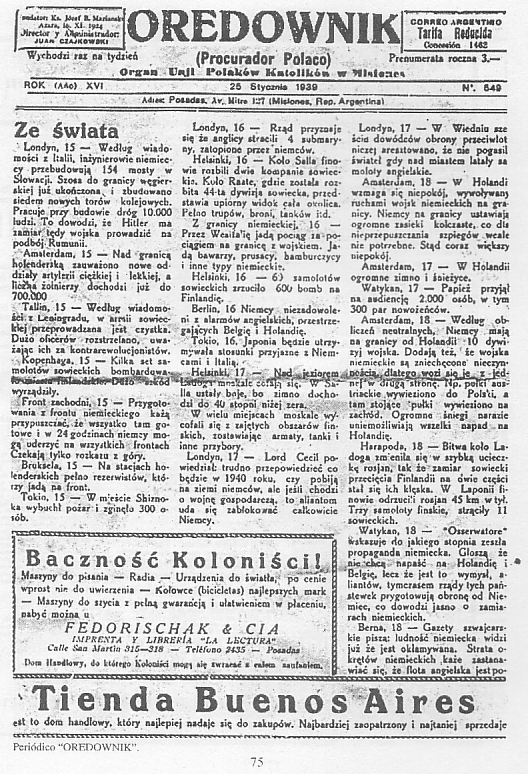
Faximil. Portada del periódico Oredownik, n.º 549 (1939).

El 24 de noviembre de 1924 salió el primer número de periódico católico Oredownik (que en polaco significa ‘procurador’). Entre 1924 y 1933, el periódico tuvo una primera etapa en idioma polaco bajo la dirección del padre Marianski, hasta que este regresó a Europa, y entre 1933 y 1950 tuvo una segunda etapa en castellano y polaco bajo la dirección, edición e impresión de Juan Czajkowski, en Posadas. Fue el primer periódico del entonces recién creado Territorio Nacional de Misiones.
En un principio fue una publicación quincenal y a partir de mayo de 1931, con redacción desde Posadas pasó a ser un semanario.
Su hijo menor menciona con algo de rencor hacia el periódico de su padre, que a veces escaseaba la comida en la mesa familiar pero el periódico debía salir.
En los 1022 números que se imprimieron además de los suplementos, están estampadas muchas de las páginas inéditas de la historia de la localidad de Azara y de un amplio sector de la provincia de Misiones.
En 1950 ―año del centenario de la muerte del general José de San Martín―, todas las publicaciones del país estaban obligadas a incorporar esta efeméride en letras de molde. Czajkowski adujo que ese no era el espíritu del periódico católico Oredownik y se negó a hacerlo. El Gobierno peronista (o bien militantes peronistas locales) le clausuraron el periódico. Debido a la dureza de su temperamento y a la crisis que le generó la clausura, Czajkowski se negó a continuar con el semanario, y lo cerró definitivamente.

### Un soldado del Evangelio
Entre varios libros escritos por Juan Czajkowski en polaco (la mayoría inéditos), se destaca el libro Un soldado del evangelio, que en parte relata la saga del controversial padre José Bayerlein Marianski en Azara. Si bien Un soldado del evangelio está embebido de un profundo sentido religioso, sus páginas van mucho más allá al punto que conforman un verdadero compendio histórico, socioeconómico y cultural del pueblo de Azara a principios del siglo XX.
La obra reviste una importancia vital ya que es la cita obligada de todas las publicaciones realizadas sobre la colonización polaca y ucraniana en el nordeste argentino, en particular del poblamiento de Misiones. Con el tiempo Azara fue absorbido por la influencia de Apóstoles y la capital Posadas, cayendo en un despoblamiento paulatino y en la actual agonía demográfica.

### Fallecimiento
El viernes 4 de septiembre de 1970, Juan Czajkowski falleció aquejado de una larga dolencia cardíaca en el Sanatorio Noziglia en la ciudad de Posadas.
El centenario diario El Territoriole dedicó un largo obituario, reconociendo su extensa labor como pionero del periodismo misionero y recordando las encendidas columnas que enviaba a El Territorio en la carta de lectores.

Planteaba de continuo problemas de interés general y postulaba soluciones para las cuestiones de orden ciudadano, urbano, educativo, en que siempre campeaba firme su espíritu de acendrada religiosidad, que defendía con la postura sincera de su alma sin dobleces. Fueron sus características personales su indomable franqueza para decir las cosas y su valentía para exponer lo que entendió en cada caso como una recta posición, lo que le valió granjearse el respeto general y por otra parte, soportar también muchos sinsabores.

## Legado
El archivo completo del semanario, junto con la amplia biblioteca bilingüe y otros documentos de Juan Czajkowski, permanecieron en Posadas en poder de su hijo Dionisio Czajkowski, hasta que por razones no documentadas este decidió desprenderse de todo el material. Lo donó a la congregación Misioneros del Verbo Divino en la ciudad de Curitiba (Brasil). Se perdió así un importante patrimonio cultural de la provincia de Misiones.
En algunas publicaciones posteriores se menciona que entre el patrimonio perdido en Brasil había una enciclopedia polaca en la que Juan Czajkowski es mencionado como «periodista extranjero», destacándose la mención que recibiera como pionero del periodismo católico laico.